# Kaźmierz (gmina)
Kaźmierz – gmina wiejska w województwie wielkopolskim, w powiecie szamotulskim. W latach 1975–1998 gmina położona była w województwie poznańskim.
Siedziba gminy to Kaźmierz.
Według danych z 30 czerwca 2004 gminę zamieszkiwało 7112 osób. Natomiast według danych z 31 grudnia 2019 roku gminę zamieszkiwało 8755 osób.

## Struktura powierzchni
Według danych z roku 2002 gmina Kaźmierz ma obszar 128,2 km², w tym:
- użytki rolne: 74%
- użytki leśne: 15%

Gmina stanowi 11,45% powierzchni powiatu.

## Demografia

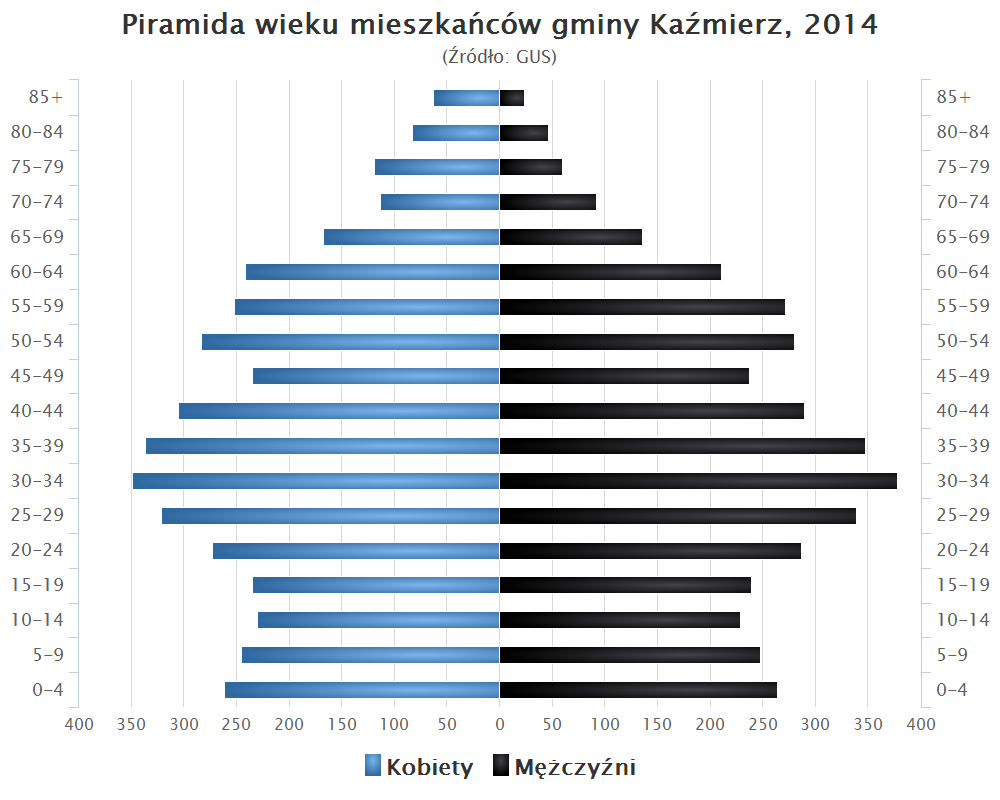
Piramida wieku mieszkańców gminy Kaźmierz w 2014 roku

Dane z 30 czerwca 2004:
| Opis                              | Ogółem | Ogółem | Kobiety | Kobiety | Mężczyźni | Mężczyźni |
| --------------------------------- | ------ | ------ | ------- | ------- | --------- | --------- |
| jednostka                         | osób   | %      | osób    | %       | osób      | %         |
| populacja                         | 7112   | 100    | 3613    | 50,8    | 3499      | 49,2      |
| gęstość zaludnienia (mieszk./km²) | 55,5   | 55,5   | 28,2    | 28,2    | 27,3      | 27,3      |

## Zabytki
Do cenniejszych zabytków architektury na terenie gminy należą gotyckie kościoły w Kaźmierzu i Bytyniu, zespoły pałacowe w Bytyniu i Nowej Wsi, budynek poczty konnej z połowy XIX w. w Gaju Wielkim oraz zespół dworski z 2 poł. XIX w. w Chlewiskach.

## Ludzie związani z gminą
- Wiesław Włodarczak

## Gminy partnerskie
Kaźmierz prowadzi współpracę z gminami:
- Bystrzyca Kłodzka
- Hajnówka
- Ejszyszki

## Sąsiednie gminy
Duszniki, Rokietnica, Szamotuły, Tarnowo Podgórne